# Irina Bogaczowa (lekkoatletka)
Irina Bogaczowa (ros. Ирина Богачёва, ur. 30 maja 1961) – kirgiska lekkoatletka, biegaczka długodystansowa, trzykrotna olimpijka.

## Kariera sportowa
Do 1990 reprezentowała Związek Radziecki. Specjalizowała się w biegu maratońskim. Zdobyła w nim srebrny medal na igrzyskach dobrej woli w 1986 w Moskwie. Zajęła 17. miejsce w maratonie na mistrzostwach Europy w 1986 w Stuttgarcie. Zajęła 7. miejsce w pucharze świata w maratonie w 1987 w Seulu i 19. miejsce w pucharze Europy w maratonie w 1988 w Huy.
Zwyciężyła w maratonie na uniwersjadzie w 1989 w Duisburgu, a na igrzyskach dobrej woli w 1990 w Seattle ponownie zdobyła srebrny medal na tym dystansie.
Po rozpadzie Związku Radzieckiego trzykrotnie brała udział w igrzyskach olimpijskich jako reprezentantka Kirgistanu, startując w biegu maratońskim. W 1996 w Atlancie zajęła 21. miejsce, w 2000 w Sydney 14. miejsce, a maratonu w 2004 w Atenach nie ukończyła. Wystąpiła również na mistrzostwach świata w półmaratonie w 1994 w Oslo, gdzie zajęła 68. miejsce.
Zajmowała czołowe lokaty w wielu prestiżowych biegach maratońskich. Zwyciężała m.in. w maratonie w Atenach w 1987, w San Francisco w 1992, w Maratonie Babci w 1995 i 1997, w Maratonie Belgradzkim w 1997 i 1998, w maratonie w Honolulu w 1998 i 1999, w Los Angeles w 1999 oraz w Sann Diego w 1999 i 2003, a także zajęła 2. miejsce w Maratonie Bostońskim w 2000.
Jest aktualną (grudzień 2021) rekordzistką Kirgistanu w biegu na 3000 metrów (czas 9:05,18 uzyskany 17 lipca 1987 w Briańsku) i w maratonie (czas 2:26:26 uzyskany 17 kwietnia 2000 w Bostonie). 
Pozostałe rekordy życiowe Bogaczowej:
- bieg na 10 000 metrów – 33:16,10 (19 lipca 1987, Briańsk)
- bieg na 5 kilometrów – 16:23 (8 lutego 1992, Gainesville)
- bieg na 10 kilometrów – 33:32 (24 lutego 1991, Plant City)
- bieg na 15 kilometrów – 51:13 (27 lutego 1993, Tampa)
- półmaraton – 1:13:13 (13 marca 1988, Vitry-sur-Seine)